# Witali Parachnewitsch
Witali Parachnewitsch (tadschikisch Виталий Парахневич, ukrainisch Віталій Валерійович Парахневич Witalij Walerijowytsch Parachnewytsch, russisch Виталий Валерьевич Парахневич Witali Walerjewitsch Parachnewitsch, englisch Vitaliy Parakhnevych; * 4. Mai 1969 in Donezk, Ukrainische SSR) ist ein ehemaliger sowjetisch-tadschikischer Fußballspieler. Er wurde 1996 in Tadschikistan eingebürgert, während er in Südkorea spielte. Nach dem Zerfall der Sowjetunion bis 1996 hielt er die ukrainische Staatsbürgerschaft inne.

## Karriere

### Verein
Parachnewitsch begann seine Karriere bei der zweiten Mannschaft von Dnipro Dnipropetrovsk. Danach ging es für ihn 1987 landesintern weiter nördlich zum damaligen Drittligisten Naftowyk-Ukrnafta Ochtyrka. Dort blieb er bis zum Endes des Jahres und wechselte danach weiter in der 3. Liga zum SKA Odessa. Da mittlerweile die Sowjetunion zerfallen war, kam es auch dazu, dass der SK Odessa (so hieß der Verein mittlerweile), als er diesen im Jahr 1992 verließ eine Saison lang in der damals neuen ersten Premjer-Liha gespielt hatte. Als Nächstes zog es ihn in den Westen zum Erstligisten Nywa Ternopil, wo er wiederum eine Saison blieb, aber kaum auf Einsätze kam. Parachnewitsch letzte Station in der war danach Tschornomorez Odessa, hier blieb er bis 1995 und holte mit der Mannschaft den Pokal in der Saison 1993/94. Zum Jahresanfang 1995 ging es für Parachnewitsch erstmals nach Russland zum Traditionsklub Lokomotive Moskau. Hier kam er nur auf 10 Einsätze und verließ die Russen im Sommer desselben Jahres wieder.
Diesmal verließ er die Region komplett und wechselte zum Franchise Jeonbuk Hyundai Motors nach Südkorea. Hier blieb er drei Jahre und wechselte 1998 zu den Suwon Samsung Bluewings. Von dort aus wurde er zur zweiten Jahreshälfte im Jahr 2000 zum Shonan Bellmare nach Japan verliehen. 2001 ging es für Parachnewitsch zum FC Seoul um weiteres Jahr später zum Bucheon SK.
Noch ein Jahr später im Sommer 2003 ging es für Parachnewitsch zurück in die Ukraine zu Tschornomorez Odessa, diesmal aber nur in die zweite Mannschaft. Nach zwei Einsätzen ging er zum Anfang 2004 zum FC Dniester Ovidiopol, um dort bis zum Ende der Saison 2004/05 zu spielen. Nach acht Einsätzen und zwei Toren bei seiner letzten Station beendete Parachnewitsch seine Karriere als Spieler.

### Nationalmannschaft
Im August 1997 reiste die Tadschikische Nationalmannschaft mit 16 Spielern nach Südkorea um gegen die dort heimische Mannschaft zu spielen. Aufgrund fehlender Reisepässe konnten jedoch nur 12 Spieler die Reise antreten. Also wurden Parachnewitsch und Valeri Sarychev, welche zu der Zeit gerade in der südkoreanischen K League spielten, in das Team berufen. Dies war Parachnewitschs einziger Einsatz für die tadschikische Nationalmannschaft.